# Малык-Чардак
Малык-Чардак (болг. Малък чардак) — село в Болгарии. Находится в Пловдивской области, входит в общину Сыединение. Население составляет 453 человека.

## Политическая ситуация
В местном кметстве Малык-Чардак, в состав которого входит Малык-Чардак, должность кмета (старосты) Дафина Петрова Христова по результатам выборов правления кметства.
Кмет (мэр) общины Сыединение — Атанас Балкански(ГЕРБ болг.(Граждани за европейско развитие на България)) по результатам выборов в правление общины.